# Superbike-VM 1995
Superbike-VM 1995 kördes över 12 omgångar och 24 heat, med Carl Fogarty som mästare.

## Delsegrare
| Bana           | Vinnare         | Märke    | Vinnare             | Märke    |
| -------------- | --------------- | -------- | ------------------- | -------- |
| Hockenheim     | Carl Fogarty    | Ducati   | Carl Fogarty        | Ducati   |
| Misano         | Mauro Lucchiari | Ducati   | Mauro Lucchiari     | Ducati   |
| Donington Park | Carl Fogarty    | Ducati   | Carl Fogarty        | Ducati   |
| Monza          | Carl Fogarty    | Ducati   | Pierfrancesco Chili | Ducati   |
| Albacete       | Aaron Slight    | Honda    | Carl Fogarty        | Ducati   |
| Salzburgring   | Carl Fogarty    | Ducati   | Troy Corser         | Ducati   |
| Laguna Seca    | Anthony Gobert  | Kawasaki | Troy Corser         | Ducati   |
| Brands Hatch   | Carl Fogarty    | Ducati   | Carl Fogarty        | Ducati   |
| Sugo           | Troy Corser     | Ducati   | Carl Fogarty        | Ducati   |
| Assen          | Carl Fogarty    | Ducati   | Carl Fogarty        | Ducati   |
| Sentul         | Carl Fogarty    | Ducati   | Aaron Slight        | Honda    |
| Phillip Island | Troy Corser     | Ducati   | Anthony Gobert      | Kawasaki |

## Slutställning
| Plats | Förare              | Märke    | Poäng |
| ----- | ------------------- | -------- | ----- |
| 1     | Carl Fogarty        | Ducati   | 478   |
| 2     | Troy Corser         | Ducati   | 339   |
| 3     | Aaron Slight        | Honda    | 323   |
| 4     | Anthony Gobert      | Kawasaki | 222   |
| 5     | Yasutomo Nagai      | Yamaha   | 188   |
| 6     | Simon Crafar        | Honda    | 187   |
| 7     | Fabrizio Pirovano   | Ducati   | 178   |
| 8     | Pierfrancesco Chili | Ducati   | 167   |
| 9     | Mauro Lucchiari     | Ducati   | 155   |
| 10    | John Reynolds       | Kawasaki | 141   |